# Affaire Dubois-Gauvin
Pour les articles homonymes, voir Dubois et Gauvin.
L'affaire Dubois-Gauvin est une affaire criminelle française dans laquelle Francine Véran-Raspini et son fils Marc ont été assassinés à Nice le 10 mars 2002 par leur locataire Philippe Dubois, et ses deux amis Laurent Gauvin et son père Patrick Gauvin.

## Biographies
Francine Véran, veuve Raspini, née le 5 avril 1930, est la fille d'un horticulteur, dont la famille a fait fortune dans la culture des œillets. Elle habite dans sa grande maison à Nice au pied de la colline de Gairaut,,,. Son fils Marc Raspini, né le 15 juillet 1954, célibataire, sans emploi, loge dans un mobile home attenant. Il est jugé intelligent, mais souffre de troubles psychiatriques et a effectué plusieurs séjours en hôpital psychiatrique. Ils ont un chat. Ils vivent en quasi-autarcie, repliés sur eux-mêmes, ont peu d'amis et pas de visite. Les rares fois où ils sont partis de la maison pour un voyage, ce n'est que quelques jours dans des pays proches. À chaque fois ils ont confié le chat à garder. Francine possède une propriété immobilière importante qu'elle loue : des appartements dans le centre-ville et le vaste terrain de plus de quatre hectares, divisé en de nombreuses parcelles, sur la colline derrière sa maison. Ses parcelles sont utilisées par les locataires comme potager, verger ou jardin d'agrément. D'autres, un peu marginaux y ont aménagé des habitations sommaires dans lesquelles ils vivent presque à l'année. L'un d'eux est son employé, homme à tout faire, Kamel M'Khinini, maghrébin sans-papiers qui vit dans un cabanon sur l'une des parcelles. Elle se fait verser les loyers, majoritairement en liquide, remis en main propre sur la terrasse de la maison ou dans des enveloppes glissées dans sa boite à lettres. Le revenu mensuel de ses loyers est estimé à un peu plus de 10 000 euros. Francine est décrite comme pingre. Elle a subi un redressement fiscal, car l'administration fiscale a remarqué ses dépôts d'importantes sommes en liquide sur son compte bancaire. Depuis, elle ne dépose plus d'argent liquide sur son compte. Son entourage suppose donc qu'elle accumule cet argent liquide dans sa maison et qu'à la longue cela représente un important magot. Marc se rend de temps en temps en ville avec sa Renault 11 pour faire les courses. Francine et Marc ne fument pas. Marc a régulièrement recours aux services de prostituées. Il fréquente notamment Katia, une Bulgare, assez régulièrement et la fait venir dans son logement.
Patrick Gauvin est né le 18 octobre 1950 dans une famille modeste à Nancy. Il n'a pas connu son père biologique. Il est élevé avec sa sœur aînée par ses grands-parents et passe son enfance à Lunéville. Il obtient le certificat d'études, malgré ses lacunes scolaires. Il tente d'obtenir un CAP de boucher-charcutier. Il travaille dans des emplois précaires dans de nombreux domaines. En 1974, il devient amant de Gisèle qui a deux enfants et est l'épouse d'un délinquant. Elle quitte son époux et part vivre avec Patrick, à la cité des Moulins, quartier de Nice. Ils ont deux garçons. En 1991, Gisèle quitte Patrick, car il boit trop d'alcool et est trop laxiste avec ses fils. Patrick est décrit comme faible, suiveur, sans caractère. Il devient gardien d'immeuble pour l'OPAM (Office public des Alpes-Maritimes), ce qui est à ses yeux son accomplissement professionnel. Il va au collège agresser avec un couteau le professeur d'EPS qui a osé renvoyer pour son comportement son fils Laurent. En 1993, il est condamné pour violences volontaires avec arme.
Laurent vit chez Gisèle, qui est bénéficiaire du RMI, alcoolique. Philippe Dubois est un des copains de Laurent. Laurent est livré à lui-même. À 16 ans, il est déscolarisé, sans diplôme. Il travaille dans quelques emplois précaires. Il se met en ménage avec Cindy, ils ont une fille, mais les relations se dégradent vite. Ils se séparent. Laurent fait des menaces de mort contre Cindy, qui porte plainte contre lui. Il retourne habiter chez son père. En 1998, Laurent est condamné pour vol aggravé, tentative de vol aggravé et détention d'arme.
Philippe Dubois est né le 19 août 1968 à Nice. Sa sœur est toxicomane. Elle est contaminée par le sida et devient handicapée. Il est en conflit avec son père. Il est réfractaire à l'autorité et la discipline, sauf au football comme défenseur. Il est jugé manipulateur, agressif et violent. Il est scolarisé en lycée professionnel. Il enchaine les emplois précaires. Il est en ménage avec Geneviève Braga qui est un peu plus âgée que lui. Ils ont trois enfants. Elle le décrit comme un bon père. Il a été condamné pour vol, coups et blessures volontaires, violences, menaces, menaces de mort sur son père, usage et trafic d'héroïne et proxénétisme. Il travaille pour l'OPAM comme éboueur. En décembre 2001, il a loué quelque temps une parcelle de terrain sur la colline. Il s'est présenté à Francine et Marc sous une fausse identité : Philippe Leblanc. Ils ont mis fin à sa location car son chien, un rottweiler, importunait les voisins des parcelles autour de la sienne et il refusait de payer sa facture d'électricité, il a alors proféré des menaces de mort contre les Véran-Raspini.

## Faits et enquête
En janvier 2002, Marc Véran achète un ordinateur portable dernier cri.
Fin février 2002, Patrick Gauvin achète des cagoules et des tenues de sécurité noires de type bomber, dans un magasin spécialisé fréquenté par les policiers, car situé en face de la caserne Auvare. En bordure de l'avenue Sainte-Marguerite, près de Saint-Isidore dans un bois, Philippe Dubois, Laurent et Patrick Gauvin creusent une profonde fosse pour y enterrer Francine et Marc.
La nuit du 10 mars 2002, Philippe Dubois, Laurent et Patrick Gauvin se rendent en voiture à proximité de la propriété. Armés et cagoulés ils se dirigent discrètement jusqu'à la maison en contournant les parcelles où les locataires dorment dans les cabanes et évitant aussi les chiens qui pourraient aboyer. Ils s'introduisent dans le mobile home de Marc Véran. Celui-ci résiste, mais ils finissent par le maitriser, le ligotent sur une chaise et le bâillonnent. Ils fouillent son logement. Philippe Dubois s'approprie l'ordinateur portable de Marc et sa sacoche d'emballage. Marc parvient à se libérer de ses liens et les attaque, ils le maitrisent à nouveau, l'immergent dans la baignoire et l'étranglent. Ils mettent le corps de Marc dans un drap et le placent dans le coffre de sa voiture. Ils s'introduisent ensuite dans la maison de Francine et montent dans sa chambre à l'étage. Ils la réveillent, la ligotent, la bâillonnent. Ils fouillent la maison et s'emparent du sac à main de Francine contenant son chéquier. Malgré les coups, elle refuse de révéler où elle cache son magot. Ils lui mettent une taie d'oreiller sur la tête et la font monter dans la R11. Ils les emportent dans le bois et jettent Francine dans la fosse, puis ils jettent le corps de Marc sur elle tête-bêche et les enterrent, Francine étant encore vivante.
Les voisins de Francine s'inquiètent d'entendre le chat enfermé dans la maison miauler sans interruption depuis des jours. Le 15 mars 2002, une voisine fait venir les pompiers qui constatent que les portes sont fermées mais parviennent à s'introduire dans la maison par une fenêtre entrouverte. Les pompiers ne trouvent personne dans la maison et n'observent rien d'anormal, ils libèrent le chat. Lazare Lorenzi, un cousin de Francine habitant Nice, est alerté. Il va signaler la disparition à la police qui effectue une recherche dans l'intérêt des familles, qui ne donne aucun résultat.
Le 25 mars 2002, la voiture des Raspini est signalée abandonnée dans le parking de l'Arénas, les portières ne sont pas verrouillées, la clé est dans la boîte à gants. Ce parking est connu pour être fréquenté la nuit par les prostituées et les dealers.
Les policiers perquisitionnent la maison. Ils constatent que celle-ci est presque délabrée, les pièces sont en fouillis, l'intérieur n'est pas entretenu. Tout donne l'impression d'un départ précipité. Dans le mobil home de Marc, ils trouvent un mégot de cigarette non-écrasé sur un meuble. Les analyses génétiques effectuée ultérieurement sur ce mégot révéleront l'ADN de Philippe Dubois. Les enquêteurs trouvent le carton vide d'emballage d'ordinateur portable, mais pas l'ordinateur. La boite à lettres est remplie d'enveloppes contenant les loyers en liquide. Dans la maison ils ne trouvent pas le magot.
Les policiers découvrent que Kamel a disparu depuis la disparition de ses employeurs. Ils le retrouvent rapidement à Aspremont chez des amis, chez qui il s'est caché, par peur de se faire expulser de France. Kamel révèle aux enquêteurs le conflit entre les Véran-Raspini et Philippe Leblanc, ancien locataire. Kamel indique aux policiers le numéro de téléphone de Philippe Leblanc. Les enquêteurs découvrent alors sa véritable identité : Philippe Dubois. Constatant qu'il a un casier judiciaire, ils mettent sur écoute sa ligne téléphonique.
Le 5 avril 2002, la BNP, où Francine a son compte, avertit les policiers que deux chèques, l'un de 17 503,51 euros daté du 9 mars 2002 et l'autre de 11 051,83 euros daté du 7 mars 2002, ont été émis au bénéfice de Laurent et Patrick Gauvin. La banque signale ces chèques, car les sommes sont inhabituellement importantes et de toute évidence, la signature qui est dessus n'est pas celle de Francine.
Les écoutes téléphoniques permettent rapidement de constater que Philippe Dubois, Laurent et Patrick Gauvin se connaissent et sont en relation, mais ils n'évoquent jamais l'affaire dans leurs conversations téléphoniques. Pour provoquer une réaction de leur part, les enquêteurs collaborent avec le journal Nice-Matin pour qu'il publie la disparition des Véran-Raspini en une. Le 13 avril 2002, jour de la publication, Patrick Gauvin téléphone à son fils pour lui dire qu'il y a un article en première page du journal. Dans les minutes qui suivent Laurent Gauvin téléphone à Philippe Dubois pour lui dire de lire le journal. Peu après, Dubois rappelle Laurent Gauvin pour lui fixer rendez-vous dans les heures qui suivent.

## Arrestations et incarcérations
Le 18 avril 2002 au matin, Laurent et Patrick Gauvin sont arrêtés. Philippe Dubois qui tentait de se cacher est localisé grâce à son téléphone portable et arrêté dans une station-service. Ils sont placés en garde à vue. Lors de la perquisition du logement de Philippe Dubois les policiers découvrent l'ordinateur portable de Marc. Philippe Dubois déclare que celui-ci le lui a donné, puis rectifie : il l'a acheté d'occasion aux Véran-Raspini. Geneviève Braga est interpellée également, car les écoutes téléphoniques révèlent qu'elle est au courant d'au moins une partie des faits.
Tous les trois nient leur implication dans la disparition des Véran-Raspini. Philippe Dubois affirme qu'il n'est jamais entré dans la maison des Véran-Raspini. Il présente un alibi : ce soir là, il vidait les conteneurs dans une cité. Lorsque les policiers cherchent à vérifier cet alibi auprès de son employeur, ils découvrent qu'il est allé menacer son employeur, car celui-ci a fait des retenues sur son salaire, car il n'effectuait pas son travail. Ce soir là, un incendie a ravagé le bureau de son employeur.
Patrick Gauvin déclare que le chèque est sa rémunération pour des travaux qu'il a effectués chez les Véran-Raspini. Laurent et Patrick Gauvin finissent par reconnaitre qu'ils ont cambriolé la maison des Véran-Raspini, sans violence. Au cours de ce cambriolage, ils ont volé l'ordinateur portable de Marc et le sac à main de Francine. La seule implication que Philippe Dubois reconnaît est un rôle de recéleur : les Gauvin lui ont donné l'ordinateur portable de Marc et il a rédigé les deux chèques volés. En garde à vue, Geneviève ne fournit aucune information aux policiers.
Des témoins déclarent que Patrick Gauvin s'est vanté auprès d'eux qu'il a « fait un bon coup » et qu'il a « fumé une femme et son fils ».
Ils sont tous mis en examen pour enlèvement et séquestration et incarcérés à la prison de Nice. Geneviève Braga est relâchée, sous contrôle judiciaire après deux mois de prison. Elle sera mise hors de cause par la suite.
En prison, Laurent Gauvin rédige une longue lettre d'aveux dans laquelle il raconte les faits. Il remet cette lettre aux policiers le 28 février 2003. Il affirme que Philippe Dubois n'est pas impliqué et que son père est resté à attendre et dormir dans la voiture et n'a donc pas participé à l'agression. Il dit qu'il y a un troisième homme, qui a pris la fuite et refuse catégoriquement de donner son identité par peur de représailles. Les policiers découvrent que Laurent Gauvin a écrit cette lettre en recopiant un brouillon rédigé par Philippe Dubois. Le 6 mars 2003, Laurent Gauvin se décide à conduire les policiers là où ils ont enterré les corps, dans un sous-bois à l'est de Nice. Les policiers mettent trois heures à déterrer les corps, car la terre est très dure. Les cadavres sont momifiés, ils sont autopsiés le 10 mars 2003. Laurent Gauvin affirme que le mystérieux troisième homme a abattu Francine quand elle était au fond de la fosse avant qu'ils jettent le cadavre de Marc sur elle. Mais aucun impact de balle n'est trouvé sur le cadavre de Francine, aucune balle n'est trouvée dans la terre au fond de la fosse ni dans le corps de Francine et aucune douille n'est trouvée autour de la fosse.
En 2005, Philippe Dubois épouse une nouvelle femme en prison.

## Procès et condamnations
Le 19 juin 2006, le procès pénal de Philippe Dubois, Laurent et Patrick Gauvin débute à la cour d'assises des Alpes-Maritimes à Nice,.
La défense de Patrick Gauvin est assurée par Philippe Armani. La défense de Laurent Gauvin est assurée par Adrien Verrier. La défense de Philippe Dubois est assurée par Gérard Baudoux et Guillaume Carré. Laurent Gauvin déclare que le troisième homme est Kamel, l'employé de Francine. Ce que personne ne croit, et aggrave la situation des accusés.
Le 23 juin 2006, ils sont condamnés à la réclusion criminelle à perpétuité,. Ils font appel de cette décision.
Le 17 mars 2008, le procès en appel de Philippe Dubois, Laurent et Patrick Gauvin débute à la cour d'assises des Bouches-du-Rhône à Aix-en-Provence.
La défense de Philippe Dubois est assurée par Éric Dupond-Moretti et Lionel Moroni,. Laurent et Patrick Gauvin déclarent que le troisième homme est Johnny Poulain, un ancien ami de la cité des Moulins, parti depuis se réfugier dans un petit village de la Meuse, après avoir été menacé au palais de justice de Nice et harcelé au téléphone.
Le 20 mars 2008, Philippe Dubois et Laurent Gauvin sont condamnés à 28 ans de réclusion criminelle. Patrick Gauvin est condamné à 25 ans de prison,.

### Procès civil
Le notaire chargé de régler la succession des Véran-Raspini trouve, après avoir fait appel à l'aide d'un généalogiste, douze cousins et cousines plus ou moins éloignés, devant se partager l'héritage. Mais le partage ne s'effectue pas de la même manière selon l'ordre dans lequel seraient morts Francine et Marc. Le notaire applique la théorie des comourants qui présuppose que Marc est mort après sa mère Francine, contrairement aux conclusions de l'enquête policière, validée par le jugement de la cour d'assises. Une cousine, désavantagée par la présupposition du notaire, conteste cette succession en s'appuyant sur le fait que l'enquête policière a conclu que Marc a été tué avant sa mère. Hervé Zuelgaray est l'avocat des successeurs opposés à cette cousine pour qui la théorie des comourants est défavorable. La cour de cassation finira par donner raison à ceux-ci.

## Évasion de Philippe Dubois
Incarcéré dans la prison de Mauzac-et-Grand-Castang, en Dordogne, Philippe Dubois s'évade le lundi 13 mars 2023. Détenu dans cette prison semi-ouverte, Philippe Dubois quitte l'établissement à pied.
Dans la matinée du lundi 13 mars 2023, Philippe Dubois participe normalement à ses activités et a profité de la pause méridienne pour s'échapper. Les surveillants ne se sont aperçus de son absence qu'à 14h30, au moment de procéder au comptage des plus de 350 détenus incarcérés dans cet établissement semi-ouvert,.
Philippe Dubois est finalement arrêté à Nice, à proximité du domicile de son père, le mercredi 15 mars, moins de 48 heures après son évasion. Il a été reconnu par des témoins qui ont prévenu la police. Il est interpellé sans heurt et placé en garde à vue à la caserne Auvare, situé au centre de Nice.

### Documentaires télévisés
: document utilisé comme source pour la rédaction de cet article.
- « L'Affaire Raspini, le meurtre de la rentière » (premier reportage) le 9 février 2011 dans Enquêtes criminelles : le magazine des faits divers sur W9, rediffusé dans Dossiers criminels sur Numéro 23.
- « 3 hommes et un magot » le 18 décembre 2011 dans Faites entrer l'accusé présenté par Frédérique Lantieri sur France 2.
- « Mère et fils enterrés » (deuxième reportage) dans « ... sur la Côte d'Azur » le 20 mai 2013 dans Crimes sur NRJ 12.
- « Le magot de la rentière » (deuxième reportage) dans « L'appât du gain » le 14 mars 2019 dans Héritages sur NRJ 12.

### Émission radiophonique
- « Le magot des Raspini » le 16 mars 2018 dans Hondelatte raconte de Christophe Hondelatte sur Europe 1.